# Piscirickettsiosis

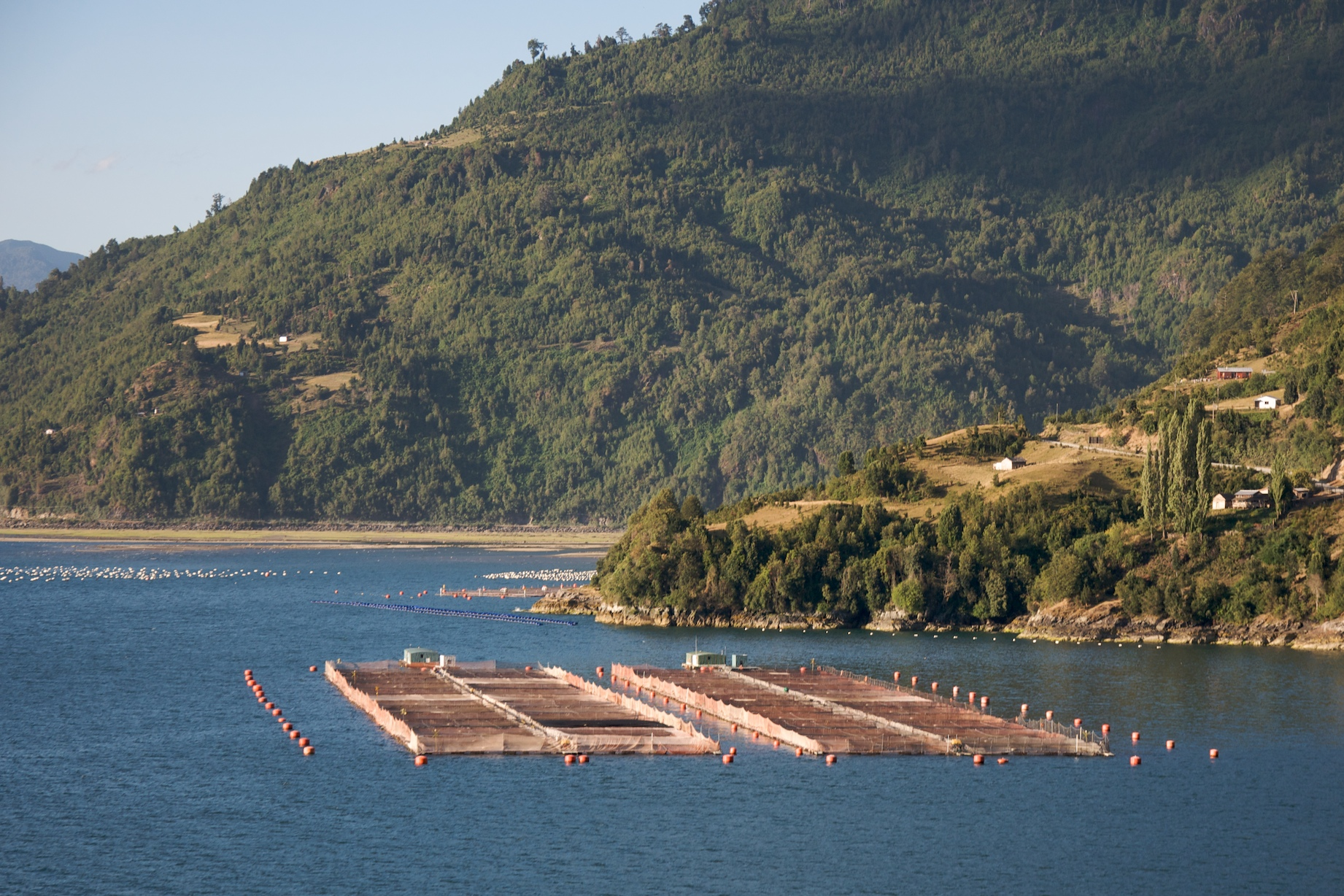
Cultivo de salmones en Chile

El síndrome de Huito, síndrome del salmón coho, septicemia piscirickettsial salmonídea (SPS) o piscirickettsiosis como se conoce actualmente, es la principal enfermedad de tipo sistémica que afecta el cultivo de peces salmónidos en Chile. Las pérdidas económicas producidas por la enfermedad se estiman en $100 mil millones de dólares por mortalidades, disminución de la calidad del producto y uso de quimioterápicos para el tratamiento. 

## Estudio de la enfermedad
Fryer et al. (1990), a partir de tejido renal de un salmón coho moribundo lograron aislar y caracterizar el agente causal, usando para ello un cultivo celular de la línea de embrión de salmón chinook (Oncorhynchus tshawytscha), CHSE-214 (ATCC CRL 1681) (Lannan et al., 1984). El tejido renal fue removido asépticamente e inoculado directamente en frascos de cultivo que contenían una monocapa celular mantenida en Medio Esencial Mínimo de Eagle con sales de Earle (MEM), libre de antibióticos y suplementado con 10% de suero fetal bovino (MEM-10).
Posteriormente, en 1992, Fryer et al., de acuerdo con el análisis de la subunidad 16S del ARN ribosomal, clasificaron esta bacteria como Piscirickettsia salmonis gen. nov. sp. nov., perteneciente al orden Rickettsiales y la familia Rickettsiaceae. Recientemente, la bacteria ha sido reclasificada dentro de la clase de las Gammaproteobacteria, perteneciendo al orden Thiotrichales y formando una nueva familia llamada Piscirickettsiaceae (Garrity y Holt, 2001).
Piscirickettsia salmonis corresponde a un microorganismo intracelular facultativo, gramnegativo, inmóvil, acapsulado, pleomórfico, predominantemente cocoide, en pares o en forma de anillo y de un tamaño variable entre 0,5-1,5 µm de diámetro. Se multiplica por división binaria dentro de vacuolas citoplasmáticas rodeadas por una membrana, en forma esparcida o en agrupaciones que le dan el aspecto de mórula. Es citopática para cuatro líneas celulares de salmónidos (CHSE-214, CSE-119, CHH-1 y RTG-2) y dos de peces de aguas cálidas (EPC y FHM), produciendo inicialmente la formación de agrupaciones de células redondeadas y vacuolizadas y finalmente la lisis con desprendimiento de la monocapa. Su temperatura óptima de crecimiento in vitro se encuentra dentro del intervalo de 15 a 18 °C, disminuyendo su replicación bajo 10 °C y sobre 21 °C. Para su conservación a -70 °C se recomienda el uso del criopreservante DMSO. Mediante el uso de microscopía electrónica de transmisión se ha observado que el agente posee en su superficie dos membranas, una externa ondulada y una interna citoplasmática (Fryer et al., 1990; Cvitanich et al., 1991). 
La cepa LF-89 es la de referencia, se encuentra depositada en la American Type Culture Collection (ATCC), registrada como VR-1361 y corresponde al primer aislado de P. salmonis descrito. Es sensible a un amplio rango de antibióticos, excepto a penicilina G (Fryer et al., 1990; Cvitanich et al., 1991).
Posteriormente, han sido aisladas cepas más resistentes a los antibióticos y más virulentas, tales como las cepas SLGO-94, aislada desde trucha arco iris en 1994, y la SLGO-95, aislada desde salmón coho en 1995 de centros de cultivo marino del sur de nuestro país (Smith et al., 1996). 
Los brotes de la enfermedad se presentan generalmente entre abril y agosto (otoño y mediados de invierno), 6 a 12 semanas después de que los “smolts” son transferidos a la fase marina del ciclo productivo, pudiendo durar hasta 10 semanas y luego declinar (Cvitanich et al., 1991).
La piscirickettsiosis se presenta durante la fase marina del cultivo de especies de salmónidos, sin embargo, eventualmente se han descrito brotes de la enfermedad en agua dulce en la Décima Región de Chile. Uno de ellos se presentó en el Lago Llanquihue, en un grupo de truchas arco iris (O. mykiss) provenientes de ovas importadas desde los Estados Unidos, las que siempre fueron mantenidas en agua dulce. Aunque la bacteria no fue aislada en este caso, los peces mostraron las mismas lesiones macroscópicas externas e internas que presentan los salmónidos severamente infectados con P. salmonis en agua salada (Bravo, 1994). En otro caso, Gaggero et al. (1995) informaron del primer aislamiento de P. salmonis desde peces enfermos durante la fase de agua dulce de su ciclo de vida. Los peces afectados fueron obtenidos desde varias instalaciones de agua dulce localizadas en la isla de Chiloé. Las lesiones observadas fueron concordantes con las descritas previamente en los brotes en ambiente marino y las características de crecimiento in vitro del aislado correspondieron a las de P. salmonis. El origen de la infección en estos casos no fue establecido.
La enfermedad afecta a un amplio rango de especies de salmones. Sin embargo, recientemente se ha reportado el aislamiento de un microorganismo “Piscirickettsia salmonis-like” que produjo mortalidad en “white seabass” ([Atractoscion] nobilis) en el sur de California, Estados Unidos. En los peces se presentaron, además, signos y lesiones similares a las producidas por P. salmonis. La bacteria reaccionó positivamente a los anticuerpos anti- P. salmonis en la prueba de inmunofluorescencia. Además, fue cultivada en la línea celular CHSE-214 donde produjo efecto citopático. Al inocularse una dosis intraperitoneal en peces juveniles de salmón coho produjo un 80% de mortalidad dentro de los 10 días post inoculación (Chen et al., 2000).
Smith et al. (1996) demostraron la existencia de gran variabilidad en los patrones de sensibilidad antimicrobiana de cuatro aislados diferentes de esta bacteria (LF-89, EM-90, SLGO-94 y SLGO-95). Este estudio además, comprobó que existe una diferencia en la virulencia de las diferentes cepas actuantes.
Larenas et al. (1997) estudiaron el efecto concomitante de la densidad poblacional y la temperatura del agua en la presentación de la enfermedad. Los resultados mostraron una mayor mortalidad acumulada (24%) en el grupo de mayor densidad poblacional (20 kg/m³) asociado a una temperatura de 14 °C.
Por otra parte, Pizarro (1998) evaluó experimentalmente las condiciones de estrés con la presentación de la enfermedad en trucha arco iris, demostrando un papel importante de este factor.
En un estudio para conocer las vías de excreción de P. salmonis, Salinas et al. (1997) demostraron la presencia del microorganismo en heces, orina y bilis de peces experimentalmente infectados. Esta eliminación aumentó en los peces que se encontraron moribundos. Estos resultados asociados al hecho de que el agente tiene una alta supervivencia en agua salada (Lannan y Fryer, 1994) y que el agente puede ingresar por piel y branquias aparentemente intactas (Smith et al., 1999), hacen aconsejable la pronta extracción de los peces enfermos y muertos de las balsas-jaula.

## Signos clínicos y lesiones
Una gran cantidad de signos y síntomas clínicos se asocian con esta infección bacteriana, pero pocos de ellos son específicos de la piscirickettsiosis. Generalmente los peces enfermos se ubican en la cercanía de la superficie del agua, preferentemente en las orillas de las balsas-jaulas (Bravo y Campos, 1989), tienen un nado lento, errático, descoordinado y a veces en tirabuzón (Larenas et al., 1995). Presentan coloración corporal oscura y acentuada palidez branquial, lo que refleja una anemia severa, corroborada por los niveles de hematocrito que en peces moribundos corresponde a un 27% o menos (Bravo y Campos, 1989). Los peces moribundos presentan lesiones de piel como erosiones cutáneas y extensas áreas descamadas (Larenas et al., 1995).
A la necropsia, el hígado se observa aumentado de tamaño y con presencia de nódulos subcapsulares de color cremoso a amarillento. El bazo está aumentado de tamaño. El tubo digestivo se encuentra sin contenido y presenta petequias, el estómago contiene un líquido transparente seromucoso, lo que da la impresión de que el pez ha “tragado agua”. El riñón se observa de mayor tamaño. El corazón, en algunos casos, está cubierto con una seudomembrana blanquecina, lo que sugiere pericarditis. También existe un aumento en el volumen del líquido cefalorraquídeo, acompañado en muchos casos de una congestión de las membranas meníngeas, lo que es congruente con los signos nerviosos (Bravo y Campos, 1989; Cvitanich et al., 1991; Larenas et al., 1995).
Al examen histopatológico se observa inflamación leve, células necróticas y cambios degenerativos en todos los órganos anteriormente nombrados y un gran número de microorganismos difusamente teñidos. En los vasos se observa coagulación intravascular diseminada y trombos de fibrina (Bravo y Campos, 1989; Cvitanich et al., 1991; Larenas et al., 1995).

## Diagnóstico
Inicialmente P. salmonis se detectó en frotis y tejidos teñidos con Giemsa, Hematoxilina-Eosina (HE), Gram, naranja de acridina y azul de toluidina (Fryer et al., 1990; Cvitanich et al., 1991), que son tinciones rápidas, pero no específicas.
La técnica de inmunofluorescencia indirecta (IFI) desarrollada por Lannan et al. (1991b), es la más utilizada. Sin embargo, los tiempos de incubación de los anticuerpos son elevados, por lo cual la técnica ha sido modificada mediante el uso de microsondas (Larenas et al., 1996a), disminuyendo marcadamente los tiempos de incubación de los anticuerpos, sin afectar la sensibilidad y especificidad de la prueba.
El método de diagnóstico más concluyente es el aislamiento, el cual se realiza mediante la inoculación de tejido renal, proveniente de peces infectados, en cultivos celulares; sin embargo, no se recomienda como un método diagnóstico rutinario, ya que es de fácil contaminación debido a que el cultivo debe estar libre de antibióticos (Lannan y Fryer, 1991a).
Actualmente, se han implementado otras técnicas, como el ensayo inmunoenzimático (ELISA) para la cuantificación de P. salmonis (Aguayo et al., 2002) y la prueba de reacción de polimerasa en cadena (PCR) para la detección, identificación y diferenciación de cepas de esta bacteria (Mauel et al., 1996).

## Mecanismos de transmisión

### Transmisión horizontal
Cvitanich et al. (1991) demostraron la transmisión de P. salmonis en salmón coho mantenido tanto en agua dulce como salada, sin la presencia de vectores parásitos. La infección se produce a pesar de que se ha demostrado una baja viabilidad in vitro de P. salmonis en agua dulce; sin embargo, puede sobrevivir en agua salada por un período de hasta tres semanas (Lannan y Fryer, 1994). Se ha postulado que una o más especies nativas de animales acuáticos, o que algunos artrópodos marinos puedan actuar como potenciales vectores o reservorios de P. salmonis (Fryer et al., 1990; Cvitanich et al., 1991). 
Almendras et al. (1997), compararon rutas de infección con P. salmonis en forma intraperitoneal (IP), oral y branquias en salmón del Atlántico (Salmo salar) y también evaluaron la importancia del contacto físico en la transmisión horizontal de la enfermedad. El agente patógeno fue transmitido horizontalmente en peces con y sin contacto físico, siendo significativamente más rápida en el primer grupo. Las vías IP y branquias presentaron mortalidades significativamente más altas que los peces desafiados por vía oral. Además se observó P. salmonis en túbulos renales lo que sugiere para estos autores que el agente puede ser eliminado vía urinaria.
Experimentalmente, Salinas et al. (1997), observaron la presencia de P. salmonis en heces, orina y bilis luego de inocular IP truchas arco iris con el aislado SLGO-95. Además, determinó el efecto de dos densidades poblacionales (20 kg/m³ y 40 kg/m³) en la presentación y en la transmisión horizontal de piscirickettsiosis en condiciones de agua dulce. Los resultados obtenidos demostraron que P. salmonis puede ser transmitida horizontalmente a peces sanos que cohabitan con peces inoculados en ausencia de vectores, existiendo un sinergismo con la densidad poblacional.
Smith et al. (1999), investigaron diferentes rutas de ingreso de P. salmonis por medio del uso de varios métodos de desafío en truchas arco iris juveniles. Los resultados demuestran que los sitios de entrada más probables del agente serían piel y branquias intactas. La alta mortalidad de peces inyectados en forma subcutánea sugiere que los ectoparásitos pueden jugar un rol importante en la transmisión natural de la enfermedad.

### Transmisión vertical
Inicialmente, Cvitanich et al. (1991), demostraron la presencia del agente en ovarios, fluido celómico y testículos de salmones infectados naturalmente con P. salmonis. Sin embargo, en el trabajo publicado no se detalla el tipo de alteración, la ubicación precisa del agente, ni el tipo de células infectadas.
Los reportes de piscirickettsiosis en agua dulce sugieren para algunos autores la posible existencia de una vía vertical de transmisión, ya que la factibilidad de transmisión horizontal sería muy improbable bajo estas condiciones (Bravo, 1994; Gaggero et al., 1995).
Los estudios de Rivera (1998) indican la ubicación de P. salmonis en estroma y vitelo de ovarios de peces naturalmente infectados, sin embargo, los resultados no fueron concluyentes, ya que el método utilizado fue inmunofluorescencia indirecta, que no es un buen método de tinción para histopatología, para establecer así la ubicación exacta del patógeno.
En el mismo sentido, Rojas (2003) demostró en reproductores infectados experimentalmente con P. salmonis, la infección del tejido ovárico. El agente fue observado en el tejido conectivo (estroma), células de la teca externa, epitelio folicular y en el interior de vacuolas citoplasmáticas de ovocitos en distintos estados de desarrollo. En el estudio secuencial de la infección, mediante microscopía óptica, se observó la bacteria desde el día 7 post infección (p.i.) y en todos los tiempos hasta el día 20 p.i., lo que podría indicar que las ovas se infectan desde un estado temprano de desarrollo en el tejido ovárico, pudiendo generar gametos viables portadores de la bacteria.
En forma experimental, Larenas et al. (1996b), detectaron alrededor de un 10% de infectividad de ovas fértiles, provenientes de reproductores de trucha arco iris, machos y/o hembras, inoculados IP con el agente. Además, el microorganismo fue encontrado en escasa a moderada cantidad dentro de la ova y fluido celómico, así como también en el fluido seminal. Todos los grupos de ovas fertilizadas provenientes de machos y/o hembras inoculadas, demostraron presencia del agente, aunque no se determinó posteriormente si estas ovas infectadas podían dar origen a alevines viables. Sin embargo, las ovas muestreadas estaban en “estado de ojo”, por lo que se podría suponer una persistencia de la infección en una etapa posterior.
Larenas et al. (2003), demostraron que todos los grupos de ovas fertilizadas provenientes de machos y/o hembras reproductoras inoculadas IP con P. salmonis, fueron capaces de generar alevines de saco infectados viables, así como también, alevines de 1 g de peso. Además, estos investigadores lograron obtener alevines infectados colocando una suspensión bacteriana durante el proceso de fertilización, señalando que el patógeno ingresa a la ova durante esta etapa.
Recientemente, se ha descrito la transmisión vertical en salmones de cultivo. Los alevines infectados no presentaron signos o síntomas de la enfermedad, sin embargo, son capaces de excretar el agente por vía fecal (Larenas et al., 2005), 
Mediante microscopía electrónica de barrido, se observó que P. salmonis emite prolongaciones que le permiten adherirse a la pared de la ova, llamadas Complejo de Adhesión Piscirickettsial (CAP). Además, en el mismo estudio, se observó que el microorganismo era capaz de ingresar al interior de la ova a partir de los 5 min de contacto (Larenas et al., 2003).
Los experimentos anteriormente nombrados han sido realizados con la cepa LF-89, sin embargo, existen otras cepas, entre ellas la SLGO-95, que ha demostrado ser más resistente a las terapias antimicrobianas y más virulenta. Smith et al. (1996), demostraron la existencia de una gran variabilidad en los patrones de sensibilidad antimicrobiana de cuatro aislados diferentes de P. salmonis. Ante el desafío de las cepas a una serie de antibióticos, LF-89 fue sensible a la mayoría de ellos, mientras SLGO-95, sólo fue sensible a gentamicina.
En una investigación para comparar la virulencia de distintas cepas de P. salmonis, Smith et al. (1997), inocularon peces IP con tres aislados diferentes (LF-89, SLGO-94 y SLGO-95). Los inoculados con SLGO-95 tuvieron mortalidades acumuladas más altas y más tempranas que los inoculados con LF-89, lo que indica que la primera cepa es más virulenta.